# 杉浦幸雄 (薬学者)
杉浦 幸雄（すぎうら ゆきお、1942年2月3日 - ）は、日本の薬学者。京都大学化学研究所名誉教授。日本薬学会役員。

## 経歴
- 京都府京都市出身。
- 1964年 京都大学薬学部卒業
- 1965年
  - 同大学院薬学研究科中退[1]。
  - 京都大学薬学部助手放射性薬品化学講座（主宰田中久教授）[2]
- 1971年 京都大学薬学博士。論文名は「ペニシラミンの重金属解毒作用とそのキレート生成能との関連性に関する研究」[3]。
- 1988年1月 京都大学化学研究所教授（抗癌医薬開発研究部門）
- 1992年 化学研究所の改組により生体反応設計研究部門に衣替え
- 1998年
  - 3月 英国マンチェスター大学薬学部客員教授
  - 京都大学化学研究所所長（- 2000年）
- 2000年 京大附属図書館宇治分館長
- 2005年
  - 3月 京大を定年退官
  - 4月
    - 京大名誉教授
    - 日本薬学会会頭
- 2007年 同志社女子大学薬学部特任教授
- 2013年6月 日本新薬取締役

## 受賞歴
- 1985年 日本薬学会奨励賞[1]
- 1992年「抗がん抗生物質のブレオマイシンの作用メカニズムの解明に関する研究」によりアップジョン医学研究フェローシップ賞受賞[1]。
- 2000年 日本薬学会賞[1]

## 共著
共著に『いのちと暮しのケミ・ストーリー』（近畿化学協会編、化学同人刊、1989年）などがある。